# Torre Loperena
La Torre Loperena és una obra del municipi de Salou (Tarragonès) inclosa en l'Inventari del Patrimoni Arquitectònic de Catalunya, construïda per l'arquitecte reusenc Domènec Sugranyes.

## Descripció
La casa xalet del Passeig Jaume I, número 8, podem incloure-la dins l'estil modernista del caire més popular. Cal destacar sobretot la decoració de rajoles blaves i maons a les rematades de teulades i balcons.
La casa té planta baixa i dos pisos més amb la torratxa característica de totes aquestes cases.
Del conjunt de la casa, criden l'atenció el marc de les finestres i de les portes, que donen al segon pis, amb decoració de rajoles verdes i petits escuts amb simbologia catalana. A una d'elles es pot veure la Senyera.
La planta baixa té dues arcades i la porta d'accés és com una portada neoromànica amb decoració geomètrica. Tot l'edifici està tancat per una artístic mur de maons.
Les xemeneies són idèntiques a les de l'edifici d'apartaments més antic de Salou, els Apartaments Sol i Mar, fets pel mateix arquitecte.
Finalment, té, com tots els immobles del passeig, un bonic i espaiós jardí.